# Frederick Muhlenberg
Frederick Augustus Conrad Muhlenberg (Trappe, 1º gennaio 1750 – Lancaster, 4 giugno 1801) è stato un politico statunitense. È stato il primo e terzo speaker della Camera dei rappresentanti degli Stati Uniti. Era pastore luterano.
Secondo una leggenda urbana, Muhlenberg, come presidente della Camera, evitò che la lingua tedesca diventasse una delle lingue ufficiali degli Stati Uniti.

## Biografia

### Carriera religiosa
Frederick Muhlenberg era il figlio di Henry Muhlenberg, immigrato dalla Germania e considerato come il fondatore della Chiesa Luterana in America. Suo fratello, Peter, fu generale dell'esercito continentale. Muhlenberg nacque a Trappe.
Frequentò l'Università di Halle, in Germania, dove studiò teologia, e fu ordinato dal Pennsylvania Ministerium ministro della Chiesa Luterana il 25 ottobre 1770. Predicò a Stouchsburg, e a Lebanon, dal 1770 al 1774, e a New York dal 1774 al 1776. Quando i britannici entrarono a New York, all'inizio della Guerra d'indipendenza americana, si sentì costretto a lasciare la città e a tornare a Trappe. Successivamente, continuò a predicare in altre città della Pennsylvania fino all'agosto del 1779.

### Carriera politica
Muhlenberg fu membro del Congresso continentale dal 1779 al 1780, e fu membro alla Camera dei rappresentanti della Pennsylvania dal 1780 al 1783, in cui fu eletto speaker il 3 novembre 1780. Fu delegato e presidente della Convenzione costituzionale dello Stato della Pennsylvania, nel 1787, chiamato a ratificare la Costituzione degli Stati Uniti. Fu il primo firmatario della Carta dei Diritti degli Stati Uniti.
Fu rappresentante dal primo al quarto Congresso degli Stati Uniti, dal 4 marzo 1789 al 4 marzo 1797. In questi anni, divenne due volte presidente della Camera.
Nel 1794, quando era presidente, il Congresso rigettò la proposta di trasformare alcune delle leggi in tedesco. Muhlenberg, che si astenette dal voto, commentò più tardi, "più velocemente i tedeschi diventeranno americani, meglio sarà." (in lingua originale, "the faster the Germans become Americans, the better it will be") Pur non avendo votato a favore della legge, una leggenda, chiamata Legend Muhlenberg, afferma che fu lui il responsabile che vietò la lingua tedesca come lingua ufficiale degli Stati Uniti.
Secondo un'altra leggenda, Muhlenberg suggerì che il titolo di Presidente degli Stati Uniti dovesse essere "Mr. President" invece di "High Mightiness" o "His Elected Majesty".
Muhlenberg fu anche presidente del consiglio dei censori della Pennsylvania. Morì a Lancaster, il 4 giugno 1801. Fu sepolto nel Woodward Hill Cemetery di Lancaster.
Durante la seconda guerra mondiale, gli Stati Uniti chiamarono una nave tipo Liberty SS FAC Muhlenberg in suo onore.